# Belgium's Got Talent
Ne doit pas être confondu avec Belgium's Got Talent (Flandre).
Belgium's Got Talent (littéralement « la Belgique a du talent ») est une émission de télévision, adaptée en Belgique francophone de l'émission britannique Britain's Got Talent, concept créé par Simon Cowell. Elle est produite par FremantleMedia et présentée par Julie Taton et Jean-Michel Zecca. Diffusée sur RTL-TVI du 10 septembre 2012au 1er décembre 2013,  l'émission n'est pas reconduite en 2014, les audiences en berne ayant eu raison des intentions initiales du groupe RTL,.
Une émission homonyme présentée par Koen Wauters est diffusée sur la chaîne belge néerlandophone VTM.

## Le jury
Maureen Dor, Carlos Vaquera et Paul Ambach sont les membres du jury du programme.

## Concept
Le format se décompose en 10 émissions lors de la première saison. Après une phase d'auditions et de plusieurs demi-finales, une finale est organisée à l'issue de laquelle le vainqueur empoche 50 000 €

### Auditions
Pendant les cinq premières émissions qui constituent les auditions, des amateurs, des artistes, des professionnels, etc. présentent sur le plateau leur numéro qui constitue leur incroyable talent qu'ils maîtrisent chacun, devant un jury composé de trois personnes. Ils doivent tenir et séduire le jury pendant deux minutes. À tout moment, les membres du jury peuvent leur attribuer une croix en appuyant sur leur buzzer respectif, s'ils ont analysé un défaut dans leur prestation. Si les trois membres ont tous appuyé sur leur buzzer, le candidat est obligé d'arrêter son numéro sur le champ et est éliminé directement. Si, au bout des deux minutes, le candidat ne s'est pas vu attribuer trois croix, le jury délibère et chaque membre donne un jugement positif ou négatif : il faut au minimum deux « oui » au candidat pour passer. Les membres du jury peuvent changer d'avis durant cette délibération (ils peuvent dire « non » même s'ils n'ont pas buzzé par exemple).

### Demi-finale
À l'issue des auditions, les candidats qui ont reçu deux ou trois « oui » par le jury sont qualifiés pour les demi-finales. Dans cette phase, les candidats sont divisés en plusieurs groupes. Désormais, le vote du public fait son apparition dans l'émission pour élire les finalistes. À chaque demi-finale, certains candidats sont choisis par le jury, et d'autres le sont par les votes du public. L'artiste non choisi est éliminé.

### Finale
En finale, c'est le public seul qui peut juger la prestation des candidats et élire l'incroyable talent de l'année. Le candidat ayant obtenu le plus de votes remporte la somme de 50 000 €.

## Déroulement des saisons
| Saison | Début             | Fin               | Vainqueur | Deuxième place | Troisième place | Présentateurs     | Présentateurs | Jury           | Jury        | Jury        | Juges invités | Sponsor            |
| ------ | ----------------- | ----------------- | --------- | -------------- | --------------- | ----------------- | ------------- | -------------- | ----------- | ----------- | ------------- | ------------------ |
| 1      | 10 septembre 2012 | 5 novembre 2012   | 2MAD      | Ugo Farell     | Cléry Khedhir   | Jean-Michel Zecca | Julie Taton   | Carlos Vaquera | Maureen Dor | Paul Ambach | Aucun         | Samsung Mentos Gum |
| 2      | 22 septembre 2013 | 1er décembre 2013 | Junbox    | Chris Watson   | Gaelle Lacroix  | Jean-Michel Zecca | Julie Taton   | Carlos Vaquera | Maureen Dor | Paul Ambach | Ray Cokes     | Eurocenter         |

## Audiences
| Saison | Période                               | Audience (en téléspectateurs et PDM) | Audience (en téléspectateurs et PDM) | Audience (en téléspectateurs et PDM) |
| Saison | Période                               | Lancement                            | Finale                               | Moyenne                              |
| ------ | ------------------------------------- | ------------------------------------ | ------------------------------------ | ------------------------------------ |
| 1      | 10 septembre 2012 - 19 novembre 2012  | 502 900 (30,1 %)                     | 743 500 (37,9 %)                     | 644 645 (35,6 %)                     |
| 2      | 22 septembre 2013 - 1er décembre 2013 | 405 600 (23,8 %)                     | 493 400 (26,5 %)                     | 468 973 (25,8 %)                     |

### Saison 1
| Émission    | Jour et horaire de diffusion    | Téléspectateurs | Parts de marché sur les 4 ans et plus | Référence |
| ----------- | ------------------------------- | --------------- | ------------------------------------- | --------- |
| 1           | Lundi 10 septembre 2012 (20:26) | 502 900         | 30,1 %                                | [ 5 ]     |
| 2           | Lundi 17 septembre 2012 (20:24) | 592 300         | 34,4 %                                | [ 6 ]     |
| 3           | Lundi 24 septembre 2012 (20:24) | 614 300         | 36,3 %                                | [ 7 ]     |
| 4           | Lundi 1er octobre 2012 (20:20)  | 599 300         | 35 %                                  | [ 8 ]     |
| 5           | Lundi 8 octobre 2012 (20:18)    | 674 400         | 36,8 %                                | [ 9 ]     |
| 6           | Lundi 15 octobre 2012 (20:20)   | 709 200         | 36,8 %                                | [ 10 ]    |
| 7           | Lundi 22 octobre 2012 (20:12)   | 683 700         | 37,5 %                                | [ 11 ]    |
| 8           | Lundi 29 octobre 2012 (20:12)   | 660 100         | 35,7 %                                | [ 12 ]    |
| 9           | Lundi 5 novembre 2012 (20:13)   | 688 400         | 36,4 %                                | [ 13 ]    |
| 10          | Lundi 12 novembre 2012 (20:14)  | 623 000         | 34,8 %                                | [ 14 ]    |
| 11 (Finale) | Lundi 19 novembre 2012 (20:13)  | 743 500         | 37,9 %                                | [ 15 ]    |

### Saison 2
| Émission    | Jour et horaire de diffusion       | Téléspectateurs | Parts de marché sur les 4 ans et plus | Référence |
| ----------- | ---------------------------------- | --------------- | ------------------------------------- | --------- |
| 1           | Dimanche 22 septembre 2013 (20:26) | 405 600         | 23,8 %                                | [ 16 ]    |
| 2           | Dimanche 29 septembre 2013 (20:20) | 429 600         | 25,5 %                                | [ 17 ]    |
| 3           | Dimanche 6 octobre 2013 (20:24)    | 499 700         | 27,9 %                                | [ 18 ]    |
| 4           | Lundi 14 octobre 2013 (20:25)      | 499 000         | 25,5 %                                | ,         |
| 5           | Dimanche 20 octobre 2013 (20:20)   | 526 400         | 27,3 %                                | [ 21 ]    |
| 6           | Dimanche 27 octobre 2013 (20:22)   | 460 200         | 25,6 %                                | [ 22 ]    |
| 7           | Dimanche 3 novembre 2013 (20:19)   | 523 200         | 27,4 %                                | [ 23 ]    |
| 8           | Dimanche 10 novembre 2013 (20:25)  | 441 700         | 24,6 %                                | [ 24 ]    |
| 9           | Dimanche 17 novembre 2013 (20:17)  | 474 000         | 25 %                                  | [ 25 ]    |
| 10          | Dimanche 24 novembre 2013 (20:19)  | 405 900         | 24,1 %                                | [ 26 ]    |
| 11 (Finale) | Dimanche 1er décembre 2013 (20:22) | 493 400         | 26,5 %                                | [ 27 ]    |

### Évolution des audiences des saisons 1 et 2
| Légende : Saison 1 / Saison 2 |

| Légende : Saison 1 / Saison 2 |